# Banawá
Els banawá (també Banawa, Banavá, Jafí, Kitiya, Banauá) són un poble indígena del Brasil que viu al llarg del riu Banawá a l'estat de l'Amazones (Brasil). Llur territori es troba entre els rius Juruá i Purus, a l'Área Indígena Banawa/Rio Piranhas. Aproximadament 207 banawá viuen en un poble important i dos assentaments menors que contenen una sola família extensa cadascun. Els banawá, que es diuen a si mateixos Kitiya, parlen banawá, un dialecte del jamamadí.
El seu territori va ser envaït a la fi del segle xix, durant la febre del cautxú. Als anys noranta, el Brasil va reconèixer formalment els seus drets sobre la terra.